# Confraternita d'Acciaio
La Confraternita d'Acciaio è un'organizzazione immaginaria della serie di videogiochi post-apocalittici Fallout. La Confraternita raccoglie e preserva la tecnologia,ma non è nota per condividere la propria conoscenza, anche se ciò migliorerebbe la qualità della vita tra la gente della zona desolata.
La fazione della Confraternita è stata presente in ogni gioco di Fallout fino ad oggi.

## Struttura

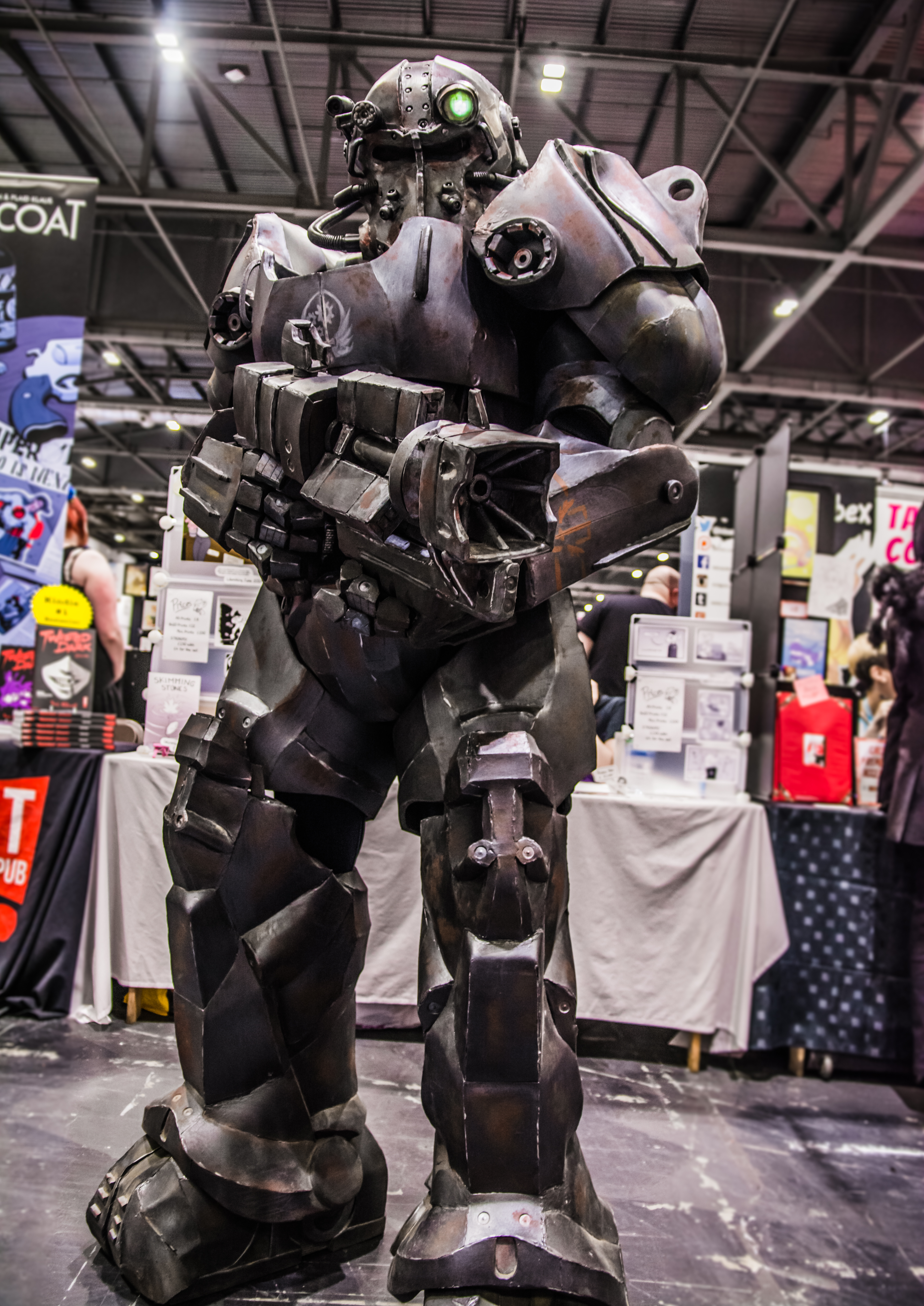
Un cosplayer nell'armatura atomica della Confraternita d'Acciaio al Comic-Con 2017

A causa della natura frammentata della Confraternita, che esiste in più forze di spedizione (conosciute come "Capitoli"), è difficile seguire una struttura fissa. Tutti i capitoli seguono una catena di comando conosciuta come "La catena che lega", con quattro gradi utilizzati universalmente da tutti. Questi sono, in ordine crescente: 
- Iniziato,
- Cavaliere,
- Paladino,
- Anziano.

Tutti i capitoli derivano dall'originale Confraternita Occidentale vista in Fallout: A Post Nuclear Role Playing Game e di solito assumono nomi relativi alla loro ubicazione, come la Confraternita degli Appalachi (Fallout 76), Mojave (Fallout: New Vegas) e Confraternita Orientale (Fallout 3 e Fallout 4).
All'interno di ogni capitolo esiste un gruppo separato noto come Scribi. Queste persone sono responsabili di tutte le questioni logistiche. I membri dell'Ordine delle Spade sono responsabili della manutenzione delle armi avanzate e dell'armatura atomica, la quale viene frequentemente utilizzate dall'organizzazione. L'Ordine degli Scudi è responsabile del reverse engineering della tecnologia civile per scopi difensivi. L'Ordine delle Pergamene è responsabile del recupero/acquisizione di schemi avanzati e conoscenze prebelliche sotto forma di libri e altri media.
È stato dimostrato che la Confraternita ha una divisione Affari Interni, nota come Circolo d'Acciaio. Si sa che almeno un membro è stato inviato a dare la caccia a un Anziano ribelle nei contenuti aggiuntivi di Fallout: New Vegas: Old World Blues e Dead Money.

## Sviluppo
La Confraternita è stata creata da R. Scott Campbell, il quale ha dichiarato di "volere semplicemente un gruppo esattamente come i monaci della Cittadella dei Guardiani nella Terra Desolata". Ha dichiarato inoltre che "voleva davvero che il giocatore potesse fare amicizia e unirsi a questo gruppo (e prendere tutta la loro fantastica attrezzatura, ovviamente)". Ha aggiunto che mentre "questo li rendeva simili ai concetti di Gamma World e Warhammer 40K, ha dichiarato di "amare l'idea dei cavalieri high-tech in armatura potenziata", definendo la loro creazione "un totale servizio da parte dei fan per me".

## Apparizioni
La Confraternita d'Acciaio ha fatto la sua prima apparizione nel videogioco originale Fallout e da allora è stata presente in ogni capitolo della serie. È anche la fazione centrale di due titoli spin-off, Fallout Tactics: Brotherhood of Steel e Fallout: Brotherhood of Steel.
Le raffigurazioni della Confraternita sono molto varie. Per la prima volta viene dimostrato che sono un culto enigmatico e militarista a cui il protagonista può unirsi in Fallout, che può essere fondamentale per sconfiggere il Maestro, il principale antagonista. La Confraternita ha un aspetto diverso in Fallout 2, dove viene mostrato che possiede avamposti in tutta la zona desolata e collabora con la Repubblica della Nuova California.
In Fallout 3, la Confraternita d'Acciaio della East Coast è stata descritta come un'organizzazione altruistica dedita a proteggere gli abitanti delle terre desolate dai predoni e dai supermutanti. La deviazione ideologica ha fatto emergere un gruppo frammentato chiamato gli Emarginati della Confraternita, che non hanno alcun interesse ad assistere gli abitanti delle terre desolate ma perseguono invece la missione originale della Confraternita di confiscare la tecnologia prebellica. Se il personaggio del giocatore sceglie di assistere Lione, la fazione della Confraternita diventa presto una potenza dominante nella regione con gran parte della popolazione che apprezza il suo aiuto, ad esempio nella gestione di un massiccio progetto di filtrazione dell'acqua per rendere l'approvvigionamento idrico della regione potabile in modo sicuro.
In altri capitoli, come il capitolo Mojave in Fallout: New Vegas, rimasero isolazionisti e si concentrarono principalmente sull'ottenimento di tecnologie prebelliche e spesso usarono misure estreme per ottenerle, come terrorizzare gli abitanti delle terre desolate e persino essere coinvolti in una guerra con la Repubblica della Nuova California. prima degli eventi del gioco. La guerra con l'RNC ha lasciato il capitolo molto indebolito, con circa la metà dei suoi paladini e cavalieri persi dopo che l'RNC ha invaso il quartier generale originale del Mojave ottenendo una vittoria decisiva. A seconda delle azioni del personaggio del giocatore a New Vegas, il capitolo della Confraternita del Mojave può mantenere lo status quo, fare pace con l'RNC o essere ucciso.
Quando Arthur Maxson succedette a Owen Lyons come Anziano della Confraternita Orientale durante gli eventi di Fallout 4, la Confraternita era tornata alla sua missione originale di confiscare e decodificare la tecnologia prebellica perduta, riunita con gli Emarginati e riorganizzata. Stabilirono contatti con i loro superiori sulla costa occidentale. La Confraternita è una delle fazioni fondamentali in Fallout 4 e i giocatori possono scegliere di schierarsi con loro o unirsi a un'altra fazione per eliminare la Confraternita e far progredire la narrazione della trama principale del gioco.
La Confraternita è fortemente presente nell'aggiornamento Steel Dawn di Fallout 76, come parte di un pacchetto di espansione chiamato Fractured Steel. In quel gioco, è guidato dalla paladina Leila Rahmani, che "arrivò dalla California" con le sue truppe "per fondare un nuovo capitolo degli Appalachi".
Un personaggio principale dell'adattamento televisivo del 2024 Fallout, Maximus (Aaron Moten) è raffigurato come uno scudiero della Confraternita d'Acciaio. Dopo essere stato maltrattato dal suo cavaliere Titus (Michael Rapaport), si rifiuta di salvargli la vita in seguito a un attacco di uno Yao guai, rubando l'armatura atomica e assumendo la sua identità. Maximus, sotto le spoglie di Titus, viene successivamente raggiunto dal suo scudiero, Thaddeus (Johnny Pemberton).